# آندری گالابینوف
آندری گالابینوف (بلغاری: Андрей Асенов Гълъбинов؛ زادهٔ ۲۷ نوامبر ۱۹۸۸) بازیکن فوتبال اهل بلغارستان است.
از باشگاه‌هایی که در آن بازی کرده است می‌توان به باشگاه فوتبال بولونیا، باشگاه فوتبال سورنتو کالچو، باشگاه ورزشی گوبیو ۱۹۱۰، باشگاه فوتبال نووارا، باشگاه فوتبال لیورنو، باشگاه فوتبال آولینو، باشگاه فوتبال اسپتزیا، و باشگاه فوتبال آ. ث. لومتزانه اشاره کرد.
وی همچنین در تیم ملی فوتبال بلغارستان بازی کرده است.